# Villereau, Nord
Villereau är en kommun i departementet Nord i regionen Hauts-de-France i norra Frankrike. Kommunen ligger i kantonen Le Quesnoy-Ouest som tillhör arrondissementet Avesnes-sur-Helpe. År 2022 hade Villereau 1 062 invånare.

## Befolkningsutveckling
Antalet invånare i kommunen Villereau
| Referens: INSEE |